# Duck (Carolina del Norte)
Duck es una localidad en el condado de Dare, Carolina del Norte, Estados Unidos. Según el censo de 2020, la población era de 746 habitantes .

## Geografía
Duck se encuentra ubicado en las coordenadas 36°9′48″N 75°45′9″O / 36.16333, -75.75250.